# Wydział Politologii, Socjologii i Administracji Wyższej Szkoły Zarządzania i Administracji w Opolu
Wydział Politologii, Socjologii i Administracji Wyższej Szkoły Zarządzania i Administracji w Opolu (WPSiA WSZiA) – jeden z 4 wydziałów Wyższej Szkoły Zarządzania i Administracji w Opolu, powstały w 1999 roku wraz z rozwojem tej pierwszej niepublicznej uczelni w Opolu. Kształci studentów na czterech podstawowych kierunkach zaliczanych do nauk społecznych, na studiach stacjonarnych oraz niestacjonarnych.
W ramach Wydziału Politologii, Socjologii i Administracji znajdują się 3 katedry i 5 zakładów. Aktualnie zatrudnionych jest 24 pracowników naukowo-dydaktycznych (z czego 3 na stanowisku profesora zwyczajnego, 8 na stanowisku profesora nadzwyczajnego z habilitacją, 1 adiunkt ze stopniem doktora habilitowanego, 12 adiunktów ze stopniem doktora).

## Historia
Powstanie obecnego wydziału związane było z uruchomieniem w 1999 roku kierunku studiów politologia, a następnie socjologia na Wyższej Szkole Zarządzania i Administracji w Opolu. Stworzenie nowej jednostki naukowo-dydaktycznej, która otrzymała nazwę Wydziału Politologii i Socjologii powierzono dr Zenonie Nowak z Uniwersytetu Opolskiego, która został pierwszym dziekanem. Pierwsi politolodzy opuścili mury wydziału w 2002 roku, a absolwenci socjologii w 2007 roku. Od połowy 2010 roku, w związku z otwarciem nowego kierunku studiów, jednostka nosi nazwę Wydziału Politologii, Socjologii i Administracji.

## Władze
- Dziekan: dr Zenona Maria Nowak
- Prodziekan: brak

## Kierunki kształcenia
Wydział Politologii, Socjologii i Administracji prowadzi następujące kierunki i specjalności studiów:

Studia pierwszego stopnia (licencjackie, 3-letnie):
- praca socjalna
- administracja
  - administracja finansowo-gospodarcza
  - administracja publiczna w systemie prawa europejskiego
  - administracja regionalna
  - administracja usług społecznych i socjalnych
  - administracja wymiaru sprawiedliwości i porządku publicznego
  - bezpieczeństwo publiczne
- politologia
  - administracja samorządowa
  - gender studies
  - integracja europejska
  - komunikacja społeczna
  - marketing polityczny
  - polityka lokalna
  - polityka ochrony środowiska
  - zarządzanie organizacjami
- socjologia
  - badania rynku i preferencji społecznych
  - służby publiczne
  - socjologia problemów społecznych
  - socjologia zarządzania

## Struktura

### Katedra Polityki Społecznej
Pracownicy:
- Kierownik: prof. dr hab. Robert Rauziński

### Katedra Studiów nad Regionem
Pracownicy:
- Kierownik: prof. dr hab. Michał Lis
- dr hab. Aleksandra Trzcielińska-Polus, prof. WSZiA
- dr Regina Giermakowska
- dr Kazimierz Szczygielski

### Katedra Teorii Polityki
Pracownicy:
- Kierownik: prof. dr hab. Andrzej Jabłoński
- dr Alicja Lisowska
- dr Zenona Maria Nowak
- dr Lech Rubisz

### Zakład Badań Społecznych i Rynkowych
Pracownicy:
- Kierownik: prof. dr hab. Marek Bugdol

### Zakład Badań Systemów Społecznych
Pracownicy:
- Kierownik: dr hab. Stanisław Zagórny, prof. WSZiA

### Zakład Etyki Życia Publicznego
Pracownicy:
- Kierownik: dr hab. Tadeusz Olewicz, prof. WSZiA
- dr hab. Bartłomiej Kozera, prof. WSZiA
- dr Lech Karczewski

### Zakład Integracji Europejskiej
Pracownicy:
- Kierownik: dr hab. Edmund Nowak, prof. WSZiA
- prof. dr hab. Zbigniew Machelski
- dr hab. Marian Ciepaj

### Zakład Prawa i Administracji
Pracownicy:
- Kierownik: dr hab. Stanisław Malarski, prof. WSZiA
- dr Bolesław Ćwiertniak

## Adres
Wydział Politologii, Socjologii i Administracji
Wyższej Szkoły Zarządzania i Administracji w Opolu
ul. Ozimska 63
45-368 Opole